# 番瀉苷
番瀉苷（Senna glycosides，亦作或）也被稱為番瀉葉苷，為治療便秘的藥物，可用於手術前淨空大腸的藥物，可經由口服或直腸給藥。直腸給藥通常可於數分鐘內作用，口服則須約12小時。本品為較比沙可啶或蓖麻油溫和的瀉藥。市面常見於油切茶、減肥茶或是便秘藥。
常見副作用包含腹部痙攣、上消化道出血、猛爆性肝炎，及產生依賴性。本品不建議長期使用，以避免引起腸功能受損或電解質流失。哺乳期間用藥目前仍無發現危害，但仍不建議使用。兒童不建議使用。使用本品會導致尿液偏紅。番瀉苷衍生物屬於刺激性緩瀉劑，為一種蒽醌。目前該藥的作用機轉尚不清楚，普遍認為其藉由促進體液分泌及大腸收縮來達到其藥效。
本品列名於世界卫生组织基本药物标准清单，為基礎公衛體系必備藥物之一。番瀉苷為價格低廉學名藥，每劑批發價約 0.01 美金。本品最早於決明屬植物體內發現，早在公元700年就有人使用。

## 概述
番瀉苷是多種蒽醌類化合物衍生物的合稱，具輕瀉作用，是一種常見於植物內的天然瀉藥。番瀉苷是一種糖苷二聚體，在決明屬植物內的含量很豐富。決明屬植物如決明、旃那等，其果子、豆筴、葉片等均可入藥，或作為瘦身茶飲的成份。
依台灣衛生署公告，番瀉苷於食品中，其每日食用限量為12毫克以下，孕婦、體虛者避免飲用。因此，當食品生產商要在台灣發售含有番瀉苷的食物或加工食物，需要為其食物檢測其番瀉苷含量，並於食物包裝上標明。

## 扩展阅读
- Vanderperren B, Rizzo M, Angenot L, Haufroid V, Jadoul M, Hantson P. . The Annals of pharmacotherapy. 2005, 39 (7–8): 1353–7. PMID 15956233. doi:10.1345/aph.1E670.
- Mereto E, Ghia M, Brambilla G. . Cancer Lett. 1996, 101 (1): 79–83. PMID 8625286. doi:10.1016/0304-3835(96)04129-8.
- （页面存档备份，存于）